# Corning (Kalifornija)
Corning je grad u američkoj saveznoj državi Kalifornija. Prema popisu stanovništva iz 2010. u njemu je živjelo 7,663 stanovnika.